# Iván Pardo
Iván Marcelo Pardo Córdova (* 10. November 1995 in Peumo) ist ein ehemaliger chilenischer Fußballspieler. Der Mittelfeldspieler gewann eine chilenische Meisterschaft.

## Karriere

### Verein
Iván Pardo begann 2013 seine Profikarriere beim CD O’Higgins, wo er bereits in der Jugend gespielt hatte. Er stand bis 2017 beim Team aus Rancagua unter Vertrag und feierte mit O’Higgins in der Apertura 2013/14 den ersten Meistertitel in dessen Klubhistorie. Allerdings konnte sich Pardo nicht in der ersten Liga durchsetzen und spielten im weiteren Karriereverlauf 2016 auf Leihbasis bei San Marcos und 2019 bei Ñublense in der Primera B sowie 2017 bei Deportes Colchagua und 2018 bei Fernández Vial in der Segunda División. Im Jahr 2020 wechselte er in die Tercera A zu Trasandino, wo er seine Karriere beendete.

### Nationalmannschaft
Mit der U20-Nationalmannschaft nahm Pardo an der U20-Südamerikameisterschaft 2015 teil, schied aber mit der jungen La Roja in der Gruppenphase aus.

## Erfolge
O’Higgins
- Chilenischer Meister: 2013/14-A
- Chilenischer Supercup-Sieger: 2014